# シハーブッディーン・ウマル
シハーブッディーン・ウマル（Shihab ud Din Umar, 生年不詳 - 1316年）は、インド北部を支配したハルジー朝の第4代君主（在位：1316年）。第3代君主アラー・ウッディーン・ハルジーの末子。

## 生涯
1316年1月、父アラー・ウッディーン・ハルジーが死ぬと、宦官で実権を握ったマリク・カーフールによって兄たちが幽閉され、まだ幼かったシハーブッディーン・ウマルが傀儡として擁立された。
しかし、2月にマリク・カーフールが 暗殺されると、ウマルは廃されることとなり、兄のクトゥブッディーン・ムバーラク・シャーが擁立された。